# Тринадесета династия на Древен Египет
13-а династия на Древен Египет (1773- сл. 1650 пр.н.е.) според някои изследователи се брои още към Средното царство (ок. 2137 – 1781 пр.н.е.), докато други я нареждат към Втория преходен период на Древен Египет (ок. 1648 – 1550 пр.н.е.).
Към 13-а династия принадлежат повече от 50 крале.

## Фараониот 13-а династия
- Угаф, ок. 1794 – 1757 пр.н.е., 1. владетел
- Аменемхат V, Senebef, 2. владетел
- Sechemrechuitaui, 1752 – 1746 пр.н.е., 3. владетел
- Ameni Qemau
- Аменемхет VI, Sankhibre, 1740 пр.н.е.
- Семенхкара, Семенх-ка-Ра Мермешау, ок. 1748 – 1744 пр.н.е.
- Себекхотеп III, Сехем-Ра Суадж-тауи, ок. 1744 – 1741 пр.н.е.
- Неферхотеп I, Хасехемра, ок. 1751 – 1740 пр.н.е.
- Sehetepibre, 1743 – 1742 пр.н.е.
- Аменемхет VI, Sankhibre, 1740 пр.н.е.
- Efni
- Аменемхет VI, Se-anch-ib-Re, 1740 пр.н.е.
- Nebennu, Семенкаре, 1739 пр.н.е.
- Qemau Siharnedjheritef, Hotepibre
- Sewadjkare, 1737 пр.н.е.
- Nedjemibre, ок. 1736 пр.н.е.
- Собекхотеп I, ок. 1735 пр.н.е.
- Ренсенеб Amenemhet
- Хор I, Auibre, 1732 пр.н.е.
- Аменемхет VII, Kay Amenemhet, Sedjefakare 1731 – 1724 пр.н.е.
- Собекхотеп II, User-ka-Re
- Хенджер, 1718 – 1712 пр.н.е.
- Семенхкара, Emramescha, 1711 пр.н.е.
- Anjotef IV, Antef IV, Intef IV, 1710 пр.н.е.
- Seth, Sutech, Seth I, 1709 пр.н.е.
- Себекхотеп III, Sobekhotep III, Sebekhotep III, Sebekhotpe III, 1708 – 1705 пр.н.е.
- Неферхотеп I, 1742 – 1733 или о. 1705 – 1694 пр.н.е.
- Sahathor
- Себекхотеп IV, Sobekhotep IV, Khaneferre, Хаи-хотеп-Ра, ок. 1730 – 1720 пр.н.е.
- Себекхотеп V, Merhotepre
- Jaib, 10 god.
- Aja I, 13 god.
- Себекхотеп VI, Khahotepre
- Ani
- Sewadjtu
- Ined, Meri-sechem-Re
- Neferhotep II, Mer-sechem-Re
- Hori, Se-wadj-Ka-Re
- Себекхотеп VII, Sobekhotep VII, Meri-kau-Re,
- Dedumose, Djed-hetep-Re, Dedumose Djed-nefer-Re
- Dedumose, Djed-nefer-Re, Djed-hetep-Re
- Ibi II
- Hor II
- Senebmiu, Sewah-en-Re
- Sechaenre
- Mercheperre
- Merkare
- Mentuemsaf, Montemsaf, Djed-anch-Re
- Neferhotep III
- Usermonth
- Себекхотеп VIII
- Ini I
- Mentuhotep VI
- Senaaib
- Себекхотеп IX
- Upuautemsaf
- Abai
- Aqen
- Sebekai
- Chuiqer
- Seanchptha
- Pentini, Pentjeni, Sechem-Re-Chutaui